# Szlakiem Walk Majora Hubala 2017
12. edycja Międzynarodowego Wyścigu Kolarskiego Szlakiem Walk Majora Hubala odbywała się od 1 do 4 czerwca 2017 roku. Wyścig miał liczyć 5 etapów, jednakże jeden z nich został odwołany już w trakcie wyścigu, łączny dystans odbytych etapów wyniósł 564,16 km.
Wyścig figurował w kalendarzu cyklu UCI Europe Tour, posiadając kategorię UCI 2.1.

## Uczestnicy
Lista drużyn uczestniczących w wyścigu:
| Numery  | Kod | Drużyna               |
| ------- | --- | --------------------- |
| 1-8     | THU | Team Hurom            |
| 11-18   | CCC | CCC Sprandi Polkowice |
| 31-38   | –   | Reprezentacja Czech   |
| 41-48   | ONE | ONE Pro Cycling       |
| 51-58   | WIB | Wibatech 7R Fuji      |
| 61-67   | LKT | LKT Team Brandenburg  |
| 71-78   | NCT | Nice Cycling Team     |
| 81-88   | SKC | SKC Tufo Prostějov    |
| 91-98   | VOS | Voster Uniwheels Team |
| 101-108 | KLS | Kolss Cycling Team    |
| 111-118 | DSP | Domin Sport           |
| 121-128 | TIR | Minsk Cycling Club    |

## Etapy
| Etap | Data      | Start – Meta                              | km    | Typ         | Zwycięzca etapu   | Lider           |
| ---- | --------- | ----------------------------------------- | ----- | ----------- | ----------------- | --------------- |
| 1.   | 1 czerwca | Skarżysko-Kamienna – Święty Krzyż         | 187   | Pagórkowaty | Maciej Paterski   | Maciej Paterski |
| 2.   | 2 czerwca | Rawa Mazowiecka                           | 14,66 | ITT         | Kamil Zieliński   | Maciej Paterski |
| 3.   | 2 czerwca | Tomaszów Mazowiecki – Tomaszów Mazowiecki | 106   | Płaski      | etap odwołany     | Maciej Paterski |
| 4.   | 3 czerwca | Opoczno – Opoczno                         | 174,1 | Płaski      | Grzegorz Stępniak | Maciej Paterski |
| 5.   | 4 czerwca | Radoszyce – Końskie                       | 188,4 | Pagórkowaty | Thomas Stewart    | Maciej Paterski |

## Klasyfikacja generalna
| M-ce | Imię i nazwisko  | Kraj    | Drużyna               | Czas        |
| ---- | ---------------- | ------- | --------------------- | ----------- |
| 1.   | Maciej Paterski  | Polska  | CCC Sprandi Polkowice | 13h 06' 58" |
| 2.   | Kamil Zieliński  | Polska  | Domin Sport           | + 3"        |
| 3.   | Karol Domagalski | Polska  | ONE Pro Cycling       | + 30"       |
| 4.   | Adam Stachowiak  | Polska  | Voster Uniwheels Team | + 33"       |
| 5.   | Marek Rutkiewicz | Polska  | Wibatech 7R Fuji      | + 42"       |
| 6.   | Łukasz Owsian    | Polska  | CCC Sprandi Polkowice | + 55"       |
| 7.   | Kamil Gradek     | Polska  | ONE Pro Cycling       | + 57"       |
| 8.   | Andriy Vasylyuk  | Ukraina | Kolss Cycling Team    | + 1' 22"    |
| 9.   | Paweł Bernas     | Polska  | Domin Sport           | + 1' 26"    |
| 10.  | Piotr Brożyna    | Polska  | CCC Sprandi Polkowice | + 1' 29"    |